# Ah-面白かった
『ah-面白かった』（あーおもしろかった）は、日本のシンガーソングライターである吉田拓郎が、2022年6月29日にリリースされたスタジオ・アルバム。

## 背景・制作
2012年にリリースされた『午後の天気』以来約10年ぶりとなるスタジオ・アルバムで、2022年4月8日に放送されたラジオ番組『吉田拓郎のオールナイトニッポンGOLD』（ニッポン放送）にて、拓郎自身最後のアルバムになると同時にアルバムの詳細が発表され、制作に小田和正をはじめ、KinKi Kids、奈緒、篠原ともえが参加している。
拓郎の出身地である鹿児島県に所在する書店『ブックスミスミオプシア』では、売り上げが好調であることが報道され、担当者は60代以上の反響が大きいと話し「（拓郎の）旧譜も売れており、懐かしい曲を聴き直そうという熱気を感じる」とコメントしている。
ラストアルバムとなった今作に関して、拓郎は次のようにコメントしている。
| 「        | 色々あった‥でも‥いつも心に決めて来た事‥ 一人になっても構わないから先に行く‥ それが僕の音楽人生！いよいよだな | 」 |
| —吉田拓郎 | |    |

## 音楽性
5曲目の「ひとりgo to」は、堂本剛が編曲とギターを担当している。拓郎が剛にオファーしたといい、「拓郎さんに感謝の気持ちを込めて。あとは拓郎さんのファンの人、あとは拓郎さんの人生に繋がった全ての人に感謝の気持ちを込めてアレンジをしました」と2022年4月25日に放送されたラジオ番組『KinKi Kids どんなもんヤ!』（文化放送）にて剛が語っている。
7曲目の「雪さよなら」は、ボーカルに小田和正が参加し、1970年に発売されたアルバム『青春の詩』に収録された「雪」の完結編としてセルフカバー。今作に収録されるにあたり、新たに歌詞が加えられている。

## ディスクジャケット
アルバムタイトルの題字を、堂本光一が執筆した。

## リリース
2022年6月29日にavex traxから、CD+DVD盤と、CD盤の2形態でリリースされた。DVDに収録されている『「ah-面白かった」制作メイキング映像+吉田拓郎インタビュー』のナレーションは篠原ともえが担当している。
同年の8月10日にLPレコード盤もリリースされ、ブックレットにはエッセイ集『ちょっとだけTrue Story』が封入されている。また、LPレコード盤の衣装デザインおよびディスクジャケットのアートディレクターを篠原ともえが担当した。ディスクジャケットは、女優の奈緒が起用され、静岡県のつま恋で撮影された。

## チャート成績
初週で4.6万枚の売り上げを記録し、2022年7月11日付のオリコン週間アルバムランキングで2位にランクインした。拓郎のアルバムでTOP3にランクインしたのは、1979年にリリースされたライブ・アルバム『TAKURO TOUR 1979』（1979年10月29日付）以来、42年8か月ぶりとなった。
2022年7月6日付のBillboard Japan Hot Albumsでも2位にランクインした。

## 収録曲
| 全作詞・作曲: 吉田拓郎。 |                            |           |            |                   |      |
| #                        | タイトル                   | 作詞      | 作曲・編曲 | 編曲              | 時間 |
| 1.                       | 「ショルダーバッグの秘密」 | 吉田拓郎  | 吉田拓郎   | 鳥山雄司 武部聡志 | 3:21 |
| 2.                       | 「君のdestination」        | 吉田拓郎  | 吉田拓郎   | 鳥山雄司          | 2:33 |
| 3.                       | 「Contrast」               | 吉田拓郎  | 吉田拓郎   | 鳥山雄司          | 4:57 |
| 4.                       | 「アウトロ」               | 吉田拓郎  | 吉田拓郎   | 鳥山雄司          | 4:57 |
| 5.                       | 「ひとりgo to」            | 吉田拓郎  | 吉田拓郎   | 堂本剛 十川ともじ | 3:52 |
| 6.                       | 「雨の中で歌った」         | 吉田拓郎  | 吉田拓郎   | 鳥山雄司          | 3:31 |
| 7.                       | 「雪さよなら」             | 吉田拓郎  | 吉田拓郎   | 鳥山雄司          | 4:03 |
| 8.                       | 「Together」               | 吉田拓郎  | 吉田拓郎   | 鳥山雄司          | 4:27 |
| 9.                       | 「ah-面白かった」          | 吉田拓郎  | 吉田拓郎   | 鳥山雄司          | 4:21 |
| 合計時間:                | 合計時間:                  | 合計時間: | 36:02      |                   |      |

| #  | タイトル                                                     | 作詞 | 作曲・編曲 |
| -- | ------------------------------------------------------------ | ---- | ---------- |
| 1. | 「「ah-面白かった」制作メイキング映像+吉田拓郎インタビュー」 |      |            |

| 全作詞・作曲: 吉田拓郎。 |                            |           |            |                   |      |
| #                        | タイトル                   | 作詞      | 作曲・編曲 | 編曲              | 時間 |
| 1.                       | 「ショルダーバッグの秘密」 | 吉田拓郎  | 吉田拓郎   | 鳥山雄司 武部聡志 | 3:21 |
| 2.                       | 「君のdestination」        | 吉田拓郎  | 吉田拓郎   | 鳥山雄司          | 2:33 |
| 3.                       | 「Contrast」               | 吉田拓郎  | 吉田拓郎   | 鳥山雄司          | 4:57 |
| 4.                       | 「アウトロ」               | 吉田拓郎  | 吉田拓郎   | 鳥山雄司          | 4:57 |
| 合計時間:                | 合計時間:                  | 合計時間: | 15:48      |                   |      |

| 全作詞・作曲: 吉田拓郎。 |                    |           |            |                   |      |
| #                        | タイトル           | 作詞      | 作曲・編曲 | 編曲              | 時間 |
| 1.                       | 「ひとりgo to」    | 吉田拓郎  | 吉田拓郎   | 堂本剛 十川ともじ | 3:52 |
| 2.                       | 「雨の中で歌った」 | 吉田拓郎  | 吉田拓郎   | 鳥山雄司          | 3:31 |
| 3.                       | 「雪さよなら」     | 吉田拓郎  | 吉田拓郎   | 鳥山雄司          | 4:03 |
| 4.                       | 「Together」       | 吉田拓郎  | 吉田拓郎   | 鳥山雄司          | 4:27 |
| 5.                       | 「ah-面白かった」  | 吉田拓郎  | 吉田拓郎   | 鳥山雄司          | 4:21 |
| 合計時間:                | 合計時間:          | 合計時間: | 20:14      |                   |      |

## 参加ミュージシャン
| 君のdestination - All Musical Instruments Performed by ｢LIKE A ROLLING STONE BAND｣ - Recording & Mix Engineer：鳥山雄司 - Mixed at 517 STUDIO Contrast - All Musical Instruments Performed by ｢LIKE A ROLLING STONE BAND｣ - Recording & Mix Engineer：鳥山雄司 - Mixed at 517 STUDIO アウトロ - All Musical Instruments Performed by ｢LIKE A ROLLING STONE BAND｣ - Recording & Mix Engineer：鳥山雄司 - Mixed at 517 STUDIO ひとりgo to - Guitar：堂本剛 by the courtesy of Johnny's Entertainment Record, a division of J Storm Inc. - Keyboards, Programming：十川ともじ - Drums：DUTTCH (UZMK) - Bass：SOKUSAI - Brass：SASUKE, ルイス・バジェ, かわ島崇文 - Backing Vocals：TIGER, 稲泉りん, 吉岡悠歩 - Recording & Mix Engineer：福田聡 - Recording Engineer：清宮光貴 - Mixed at prime sound studio form | 雨の中で歌った - All Musical Instruments Performed by ｢LIKE A ROLLING STONE BAND｣ - Recording & Mix Engineer：鳥山雄司 - Mixed at 517 STUDIO 雪さよなら - Special Guest Vocal：小田和正 by the courtesy of Sony Music Labels Inc. - Vocal Recording Engineer：三上義英 - All Musical Instruments Performed by ｢LIKE A ROLLING STONE BAND｣ - Recording & Mix Engineer：鳥山雄司 - Mixed at 517 STUDIO Together - All Musical Instruments Performed by ｢LIKE A ROLLING STONE BAND｣ - Recording & Mix Engineer：鳥山雄司 - Mixed at 517 STUDIO ah-面白かった - All Musical Instruments Performed by ｢LIKE A ROLLING STONE BAND｣ - Recording & Mix Engineer：鳥山雄司 - Mixed at 517 STUDIO |